# Фельшё-Валицка
Фе́льшё-Валицка или Валицка (венг. Felső-Válicka [ˈfɛlʃøːvaːlitskɔ]) — река в Венгрии, правый приток средней Залы, протекает по территории медье Зала в Дунантуле на западе страны. Один из основных правобережных притоков Залы.
Длина — 27,274 км. Площадь водосбора — 104 км².
Начинается на южной окраине административной территории населённого пункта Пустасентласло в центральной части медье. Генеральным направлением течения реки является север. Впадает в Залу на северо-восточной окраине города Залаэгерсег.